# Ogadenski rat
Ogadenski rat ili Etiopsko-Somalijski rat (som. Dagaalkii Xoraynta Soomaali Galbeed), bio je somalijska ofenziva na spornu etiopsku regiju Ogaden, od srpnja 1977. do ožujka 1978.
SSSR nije odobravao ovu invaziju, te je prekinuo svoju potporu DR Somaliji i počeo podržavati etiopski vojni režim Derg. Etiopiji je prijetio trajni gubitak dijela teritorija, no strana vojna pomoć ju je spasila. Kuba je poslala 16.000 vojnika, SSSR 1600 vojnih savjetnika, a Južni Jemen svoje dvije brigade. Vojna pojačanja poslana su direktno u obranu grada Harara. Etiopska strana je uspjela steći vojnu premoć kod gradova Harar, Dire Dawa i Jijiga, te počela sustavno potiskivati Somalijce iz Ogadena. Do ožujka 1978., Etiopljani su uspjeli zauzeti skoro cijeli Ogaden, što je prisililo Somalijce da se povuku i odustanu od posezanja za regijom.
Somalija je u ratu izgubila polovicu zračnih snaga, a poginula je čak trećina vojnika koji su sudjelovali u ratu. Rat je ostavio Somaliju dezorganiziranu i demoraliziranu, a stanovništvo je bilo nezadovoljno. Ova je situacija dovela do pobune u vojsci, što je s vremenom eskaliralo u Somalijski građanski rat.